# Rastislavice
Rastislavice (in ungherese Dögös) è un comune della Slovacchia facente parte del distretto di Nové Zámky, nella regione di Nitra.